# Município de Jefferson (condado de Richland, Ohio)
O município de Jefferson (em inglês: Jefferson Township) é um município localizado no condado de Richland no estado estadounidense de Ohio. No ano de 2010 tinha uma população de 4.851 habitantes e uma densidade populacional de 51,34 pessoas por km².

## Geografia
O município de Jefferson encontra-se localizado nas coordenadas 40° 35′ 19″ N, 82° 31′ 03″ O. Segundo a Departamento do Censo dos Estados Unidos, o município tem uma superfície total de 94.48 km², da qual 94,1 km² correspondem a terra firme e (0,4 %) 0,38 km² é água.

## Demografia
Segundo o censo de 2010, tinha 4.851 habitantes residindo no município de Jefferson. A densidade populacional era de 51,34 hab./km². Dos 4.851 habitantes, o município de Jefferson estava composto pelo 97,9 % brancos, o 0,56 % eram afroamericanos, o 0,12 % eram amerindios, o 0,12 % eram asiáticos, o 0,16 % eram de outras raças e o 1,13 % eram de uma mistura de raças. Do total da população o 0,74 % eram hispanos ou latinos de qualquer raça.